# Acarapis dorsalis
Acarapis dorsalis (Ácaro dorsal das abelhas) é um  parasita externo das abelhas, infectando o sulco dorsal do tórax de uma abelha. Esses ácaros geralmente têm menos de 175 mícros (0,007 in) de comprimento e só podem ser identificados sob um microscópio.
A. dorsalis pode ser encontrado exclusivamente ao longo do sulco duto-esquelético dorsal do tórax da abelha hospedeira.  Esses ácaros se alimentam da hemolinfa da abelha do local onde se instalam.
Outros ácaros semelhantes na aparência mas que são Acarapis externus parasitas externo e Acarapis woodi parasita interno.